# Gerhard Bremsteller
Gerhard Bremsteller (* 14. Dezember 1905 in Tilsit; † 19. Februar 1977 in Berlin) war ein deutscher Organist und Chorleiter.

## Werdegang
Nach dem Abitur auf dem staatlichen Gymnasium in Tilsit studierte Bremsteller Musikwissenschaft an der Universität Berlin. 1926 setzte er seine Studien in den Fächern Orgel und Chorleitung an der Berliner Hochschule für Musik bei Walter Fischer und Siegfried Ochs fort. Es folgten Studien in Leipzig bei Günther Ramin, Kurt Thomas und Günter Raphael. 1930 legte er sein Kirchenmusikerexamen ab. Eine erste Anstellung führte ihn an die Königin-Luise-Gedächtniskirche und als Dozent für Orgel, liturgisches Orgelspiel, Chorleitung und Gehörbildung an die Breslauer Kirchenmusikschule. 1942 wechselte er als Organist und Leiter des Domchores nach Magdeburg. Nachdem die große Orgel des Magdeburger Doms im Zweiten Weltkrieg zerstört wurde, kämpfte Bremsteller lange vergeblich um einen Nachfolgebau. Es gelangen ihm nur die Beschaffung eines Interimsinstrumentes für den Domremter und 1949 der Neubau einer kleineren Orgel dort sowie die Installation der 1970 fertiggestellten Querhausorgel im Dom. Zudem unterrichtete er Orgelspiel an der Kirchenmusikschule in Halle. 1947 wurde er zum Landeskirchenmusikdirektor der Kirchenprovinz Sachsen ernannt und war dies bis 1963. 
Bremsteller erlebte die Einweihung der Querhausorgel 1970 im Magdeburger Dom nicht, weil er krankheitsbedingt vorzeitig nach Westberlin in den Ruhestand ging. Er wurde auf dem Zehlendorfer Waldfriedhof in Berlin beigesetzt.
Sein Sohn war der Kirchenmusiker Ulrich Bremsteller.

## Konzertübertragungen von Radio Breslau
- Am 13. April 1933, 20.00 Uhr: Aus der Königin Luise-Gedächtniskirche; Geistliche Abendmusik. Mitwirkende: Carla Müller-Bimler (Sopran), Gerda Specht (Alt), Bruno Jagielski (Tenor), August Obst (Baß), Gotthold Richter (Orgel), Arbeitsgemeinschaft der Kirchenchöre der St. Salvator- und der Königin Luise-Gedächtniskirche. Leitung: Gerhardt Bremsteller. G. Richter: Partita über den Choral „Jesu, deine Passion“ für Orgel. K. Thomas: Messe in a-Moll für zwei Chöre und vier Solostimmen.[2][3]
- Am 27. Juni 1937, 18.10 Uhr: Orgelmusik (Aus d. Königin Luise-Gedächtniskirche): Gerhard Bremsteller. Pachelbel: Chaconna f-Moll. Bach: Variationen über den Choral „O Gott, du frommer Gott.“ Präludium und Fuge G-Dur.[4]